# Moinho da Quinta Grande
O Moinho da Quinta Grande é um moinho de vento situado na freguesia de Alfragide, no concelho da Amadora. Este moinho é o único sobrevivente de um conjunto de sete moinhos que ocupavam esta elevação, tendo sido alvo de uma intervenção arqueológica em 1993.
Este moinho é um testemunho da importante actividade moageira desenvolvida por dezenas de moinhos em toda a zona ocidental da cidade de Lisboa. Estima-se que no território do actual município da Amadora terão existido 63 moinhos, 15 dos quais se encontravam ainda em actividade em 1901. Quatro desses 15 moinhos estavam situados na Quinta Grande.